# Sopwith 7F.1 Snipe
El Sopwith 7F.1 Snipe y sus desarrollos Salamander y Dragon fueron aparatos biplanos de caza y ataque al suelo. Utilizado por la RAF a partir del verano de 1918, fue concebido como sucesor del Sopwith Camel.

## Historia y desarrollo
Diseñado en torno al recién desarrollado motor rotativo Bentley BR2 , el Sopwith 7F.1 Snipe (agachadiza) fue concebido como sucesor del Sopwith Camel. La célula del primer prototipo estuvo lista para su evaluación antes de que se dispusiese de un solo ejemplar del motor BR 2 y fue, en consecuencia, puesta en vuelo con una planta motriz Bentley B.R.1 de 150 cv. Era ésta una de las plantas motrices alternativas del Camel y, por tanto, el Snipe se parecía mucho a su ilustre predecesor. Su aspecto se vio alterado por la instalación del más grande BR 2, y su considerable incremento de potencia resultó en la introducción de cambios estructurales. Sus satisfactorias evaluaciones condujeron a que este modelo fuese puesto en producción como Snipe Mk I y las entregas comenzasen en el verano de 1918, pero cuando concluyeron las hostilidades la RAF disponía en Francia de sólo 100 aparatos: un total de 479 habían sido producidos cuando se suspendió su construcción en 1919. Durante su breve carrera operacional, el Snipe demostró ser un excelente caza, de modo que se mantuvo en servicio en escuadrones de primera línea hasta su retirada definitiva en 1926, si bien algunos ejemplares siguieron volando en escuelas de entrenamiento hasta una fecha posterior.
Para su despliegue en misiones de ataque al suelo contra las trincheras enemigas, la compañía desarrolló del Snipe el modelo Salamander T.F.2, dotado de casi 300 kg de blindajes en la sección inferior del fuselaje a fin de proteger a piloto y depósitos de carburante del fuego de armas ligeras. Se conservó el armamento estándar de dos ametralladoras fijas Vickers, si bien llegaron a evaluarse algunas instalaciones experimentales de armas apuntadas oblicuamente hacia abajo. Aunque se habían completado 82 ejemplares cuando se cerró su cadena de montaje en 1919, solo unos cuantos aparatos habían sido desplegados en Francia antes del armisticio; ninguno de ellos fue utilizado operacionalmente y este modelo fue rechazado para equipar las unidades de la RAF de posguerra.
A principios de 1918, el prototipo Snipe había sido puesto en vuelo con un motor ABC Dragonfly I de 320 cv. Las excelentes prestaciones demostradas (una velocidad máxima de 240 km/h, por ejemplo) aconsejaron cursar un pedido de producción y unos 76 aviones Sopwith Dragon serían completados con una instalación motriz más potente, el motor Dragonfly IA de 360 cv nominales.

## Especificaciones (7F.1 Snipe)

### Características generales
- Tripulación: 1
- Longitud: 6 m (19,8 ft)
- Envergadura: 9,2 m (30,1 ft)
- Altura: 2,7 m (8,8 ft)
- Superficie alar: 25,1 m² (270 ft²)
- Peso vacío: 600 kg (1322,4 lb)
- Peso máximo al despegue: 920 kg (2027,7 lb)
- Planta motriz: 1× Motor rotativo Bentley BR 2.
  - Potencia: 230 cv

### Rendimiento
- Velocidad máxima operativa (Vno): 195 km/h (121 MPH; 105 kt) a 3.050 m.s.n.m.
- Alcance: 3 horas
- Techo de vuelo: 5.950 m

### Armamento
- Ametralladoras: 2× Ametralladora Vickers de 7,7 mm, fijas sincronizadas
- Bombas: Hasta cuatro bombas de 11 kg